# Hołomyśl I
Hołomyśl I – dawny folwark. Tereny, na których leżał, znajdują się obecnie na Białorusi, w obwodzie witebskim, w rejonie miorskim, w sielsowiecie Zaucie.

## Historia
W czasach zaborów wieś w powiecie dzisieńskim, w guberni wileńskiej Imperium Rosyjskiego. Pod koniec XIX wieku należała do dóbr Hołomyśl, własność Mirskich.
W latach 1921–1945 folwark leżał w Polsce, w województwie wileńskim, w powiecie dziśnieńskim, w gminie Mikołajów.
Według Powszechnego Spisu Ludności z 1921 roku zamieszkiwało tu 65 osób, 11 było wyznania rzymskokatolickiego, 63 prawosławnego a 1 mojżeszowego. Jednocześnie 5 mieszkańców zadeklarowało polską, 59 białoruską a 1 żydowską przynależność narodową. Było tu 11 budynków mieszkalnych. W 1931 w 3 domach zamieszkiwało 19 osób.
Wierni należeli do parafii rzymskokatolickiej w Dziśnie i miejscowej prawosławnej. Miejscowość podlegała pod Sąd Grodzki w Dziśnie i Okręgowy w Wilnie; właściwy urząd pocztowy mieścił się w Dziśnie.

## Zabytki
- cerkiew prawosławna z 1840 roku[5].